# Michelle (piosenkarka)
Michelle, właśc. Tanja Shitawey (ur. 15 lutego 1972 w Villingen-Schwenningen) – niemiecka piosenkarka.

## Życiorys
Urodziła się w Villingen-Schwenningen, ale dorastała w Blumbergu z bratem i siostrą. W wieku 10 lat zamieszkała z przybraną rodziną.
Kiedy miała 14 lat, została wokalistką lokalnego zespołu muzycznego. Jako wokalistka rozgłośni radiowej Südwestfunk została dostrzeżona przez piosenkarkę Kristinę Bach, która pomogła nawiązać jej współpracę z kompozytorem Jeanem Frankfurter. Muzyk został producentem Michelle i skomponował dla niej singiel „Und heut' Nacht will ich tanzen”, którym promowała swój debiutancki album pt. Erste Sehnsucht wydany we wrześniu 1993. 25 czerwca 1994 zajęła drugie miejsce na festiwalu Deutsche Schlager-Festspiele, na którym zaśpiewała piosenkę „Silbermond und Sternenfeuer”. Utworem zapowiedziała swój drugi album pt. Traumtänzerball, który wydała w marcu 1995. W 1997 zajęła trzecie miejsce z utworem „Im Auge des Orkans” w finale krajowych eliminacji do Konkursu Piosenki Eurowizji oraz zdobyła pierwszą nagrodę na festiwalu Deutsche Schlager-Festspiele 1997, a także wydała album pt. Wie flammen im Wind. Do końca lat 90. wydała jeszcze jeden album – Nenn es Liebe oder Wahnsinn (1998).
W 2000 wydała album pt. So was wie liebe?. W maju, reprezentując Niemcy z utworem „Wer Liebe lebt”, zajęła ósme miejsce w finale 46. Konkursu Piosenki Eurowizji w Kopenhadze. W tym samym roku wydała album pt. Rouge, który promowała singlem „Das Hotel in St. Germain”. Nad materiałem na płytę pracowała ze swoim byłym partnerem życiowym, Matthiasem Reimem.
W kwietniu 2003 doznała lekkiego udaru mózgu, po którym zrobiła sobie przerwę w karierze. Przez pewien czas mierzyła się z depresją, a latem próbowała popełnić samobójstwo. Niedługo po zawieszeniu działalności artystycznej otworzyła salon piękności dla psów, co było obiektem dużego zainteresowania brukowców.

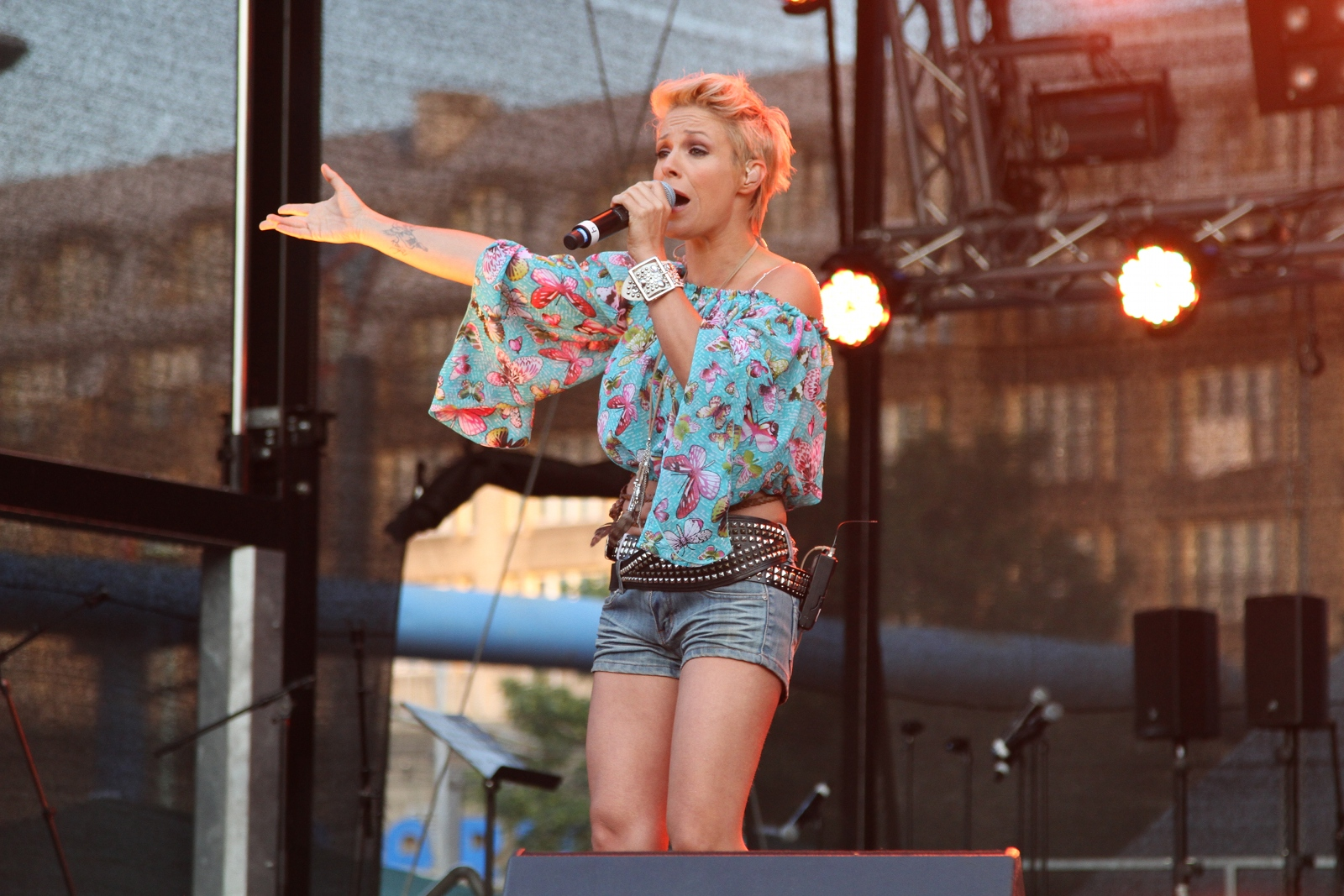
Michelle (2011)

Na początku 2005 wydała album pt. Leben!, za którego sprzedaż uzyskała cerfyfikat złotej płyty w Niemczech. W 2006 przyjęła pseudonim artystyczny Tanja Thomas, pod którym wydała album pt. My Passion zawierający jej autorskie wersje przebojów disco lat 70.. W tym samym roku uczestniczyła w programie Dancing on Ice i wydała album pt. Glas, a czytelnicy czasopisma „Maxim” uznali ją kobietę roku.
Pod koniec stycznia 2007 po koncercie w Erfurt zasłabła, po czym odwołała resztę trasy koncertowej, a następnie ponownie zawiesiła karierę. Wznowiła działalność jesienią 2009 wydaniem albumu pt. Goodbye Michelle i występem w programie Das Herbstfest der Volksmusik w telewizji ARD. W kolejnych latach wydała albumy: Der beste Moment (2010) i L'amour (2012).

## Życie prywatne
W 1995 wyszła za Alberta Oberlohera, piosenkarza i lidera zespołu Wind, z którym ma córkę. W 1999 para się rozwiodła. Michelle ma też dwie młodsze córki: jedną z Matthiasem Reim'em, a drugą z handlowcem Josefem Shitawey. W 2002 spekulowano o jej związku z Jensem Riewą.

## Dyskografia
| - Erste Sehnsucht (1993) - Traumtänzerball (1995) - Wie Flammen im Wind (1997) - Nenn es Liebe oder Wahnsinn (1998) - Denk' ich an Weihnacht (1999) - So was wie Liebe (2000) - Rouge (2002) - Leben! (2005) - My Passion (2006; jako Tanja Thomas) - Glas (2006) - Goodbye Michelle (2009) - Der beste Moment (2010) - L'amour (2012) | - Herzklopfen (1997) - Ihre größten Erfolge (1998) - Silbermond & Sternenfeuer (2000) - Eine Reise in die Zärtlichkeit (2000) - Ihre größten Erfolge (Gold) (2001) - Einfach das Beste (2001) - Best of (2001) - Wilde Träume (2003) - Kopfüber in die Nacht (2003) - Unschlagbar sanft (2004) - Kleine Seelenfeuer (2005) - Dein kleiner Engel (2005) - Nur das Beste (2005) - Der Michelle-Hitmix (2006) - Michelle Hit Collection (Edition) (2007) - Hautnah – Die Geschichten meiner Stars: Michelle (2007) - Zwischenspiel (2007) - So bin Ich (2007) - The Very Best of (2009) | - Michelle Live (2001) - Collage (2008) - Die Ultimative Best of Live (2015) |